# 巴斯东亚艺术博物馆
巴斯东亚艺术博物馆（英語：Museum of East Asian Art or MEAA），位于英格兰萨默塞特巴斯的贝内特街。
东亚艺术博物馆坐落于巴斯的一座修复后的乔治亚式建筑房子中，距离巴斯中心的圆形广场只有几米远。博物馆吸引了学生、学者和游客的兴趣。馆藏中国、日本、韩国和东南亚的陶瓷、玉器、青铜器和竹雕等。它是英国唯一一个专门展出东亚和东南亚艺术和文化的博物馆。
它收藏了将近2000件物品，从公元前5000年到当代。博物馆的藏品始于麦雅理（英語：Brian McElney）的收藏，麦雅理是一位退休的律师，在香港工作了超过35年。

## 概述
为东亚和东南亚艺术和文化的欣赏和研究提供设施，该博物馆收集、保存、展览并向公众提供来自东亚和东南亚的文物，以及与这些地区有关的资料。博物馆致力于鼓励与这些文化有关的教育、创造性、对话和研究，并努力向尽可能广泛的受众开放。

## 历史
博物馆由麦雅理（英語：Brian McElney）创建。布莱恩一生都在香港从事法律工作。在此期间，他被东亚文化特别是中国艺术所吸引。1958年，他买下了他的第一件作品，一只象牙山羊及配件，之后布莱恩的收藏品增长到包括玉器、陶器和青铜器等。
1983年，他退休后回到英格兰，为恢复和整修博物馆所在的大楼提供了资金，并于1990年建立了博物馆。1993年，他以教育慈善机构方式，将自己私人收藏捐赠给了博物馆。尽管大部分物品来自他的原始捐赠，但多年来博物馆已经进行了新的捐赠和收购。
自1993年4月向公众开放以来，它已成为伦敦以外最广泛的东亚艺术收藏品的博物馆之一，也是唯一专门展出英国东亚和东南亚艺术和文化的博物馆。博物馆收藏了近2000件藏品，从公元前5000年至今，博物馆为参观者提供了对中国、日本、韩国和东南亚的艺术和文化的了解。作为英国最全面的玉器藏品收藏者，这些收藏品揭示了东亚手工艺的技艺。
2018年4月，博物馆被盗，包括玉器，瓷器和黄金制品在内的一系列明清文物被偷走。